# Sinagoga Meir Taweig
La Sinagoga Meir Taweig es la única sinagoga sigue activa en la ciudad de Bagdad, la capital del país asiático de Irak. En la actualidad, un pequeño grupo de judíos se ocupa de la sinagoga. Esta sinagoga está ubicada en el distrito de Al-Bataween en el este de Bagdad. Está incluida como parte de la tendencia del judaísmo ortodoxo. Fue terminada en el año 1942.